# 소섭매
소섭 매(昭涉昧, ? ~ ?)는 전한 중기의 제후로, 개국공신 소섭도미의 후손이다.

## 생애
경제 후2년(기원전 142년), 아버지 소섭마동의 뒤를 이어 평주후(平州侯)에 봉해졌다.
원수 5년(기원전 118년), 치도(馳道·황제 전용 도로)를 함부로 다닌 죄로 작위를 빼앗겼다. 이후 선제 치세인 원강 4년(기원전 62년), 소섭도미의 후손인 부불경(涪不更) 소섭복(昭涉福)이 조서를 받아 가문을 일으켰다.

## 출전
- 사마천, 《사기》 권18 고조공신후자연표
- 반고, 《한서》 권16 고혜고후문공신표

| 선대 아버지 평주효후 소섭마동 | 전한의 평주후 기원전 142년 ~ 기원전 118년 | 후대 (10년 후) 왕겹 |